# Balgo
Balgo, voorheen Balgo Hills en Balgo Mission, is een plaats in de regio Kimberley in West-Australië. De 'Wirrimanu'-Aboriginesgemeenschap leeft er. 

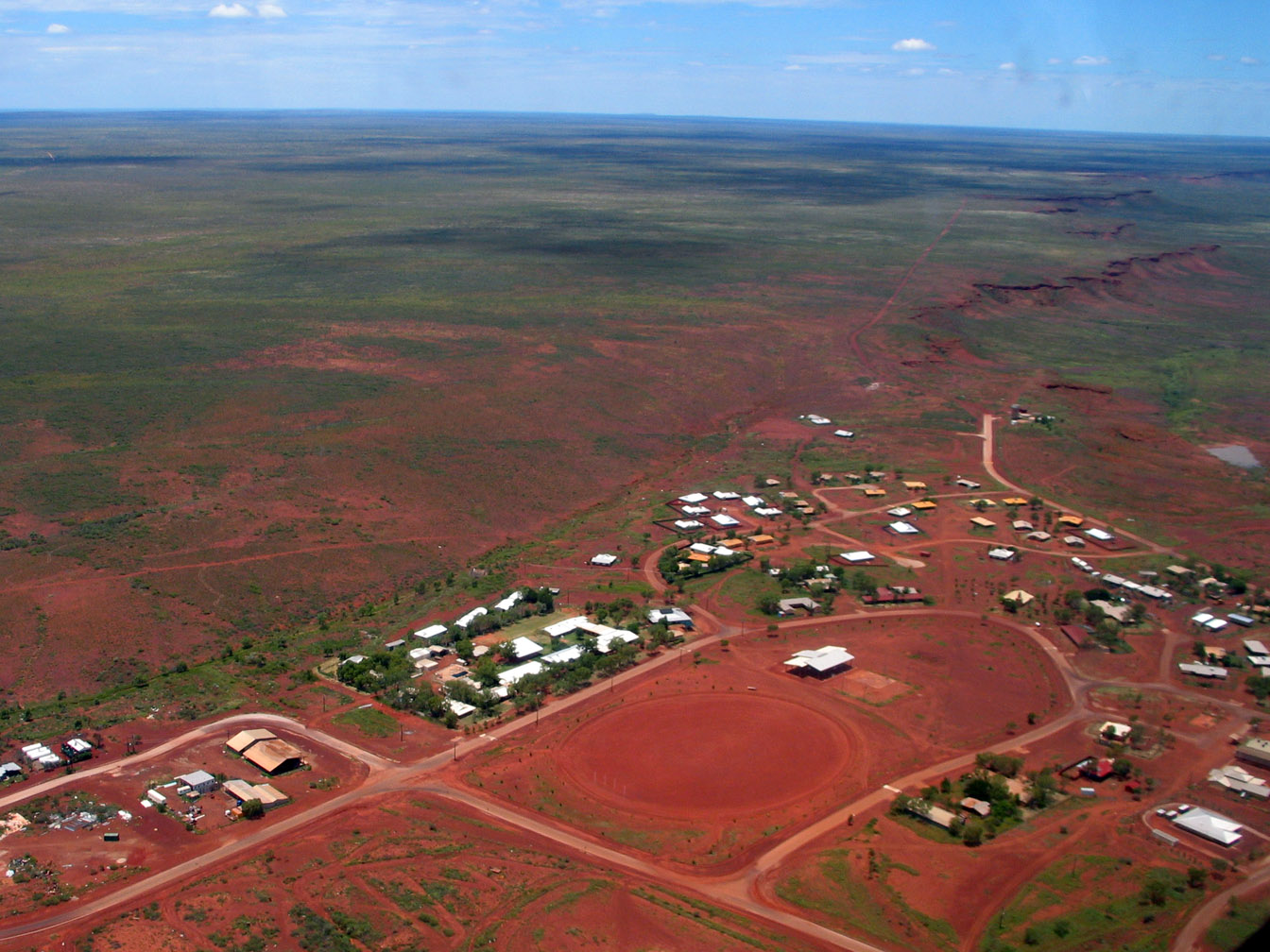
Balgo vanuit de lucht

## Geschiedenis
In de jaren 1920-30 verkenden Duitse katholieke pallottijnen de regio Kimberley op zoek naar een geschikte plaats voor een missie. Na de mislukking van de Rockhole-missie (1934-1939) trokken de missionarissen naar de streek ten zuiden van Halls Creek. Bij het uitbreken van de Tweede Wereldoorlog werden hun wapens en munitie door de politie afgenomen. Na enkele mislukkingen vestigden ze zich in 1942 nabij de 'Balgo Hills'. Er leefden een vijftigtal Aborigines. Er werd een hofstede en een kapel gebouwd.
De beginjaren waren hard door droogte, zandstormen en overstromingen. Tegen 1947 werden er verscheidene gebouwen gezet, een moestuin ontwikkeld, een startbaan aangelegd. Er leefden een honderdvijftigtal Aborigines. In 1956 arriveerden twee zusters van St John of God en twee jaar later verving vader McGuire de Duitse pallotijnen. Toen eind jaren 1950 bleek dat de missie binnen de grenzen van 'Billiluna Station' lag werd besloten weer te verhuizen.
In 1965 opende McGuire de nieuwe missie nabij een goed werkende waterput geschonken door de 'Lotteries Commission', ongeveer 30 kilometer ten oosten van 'Old Balgo'. De missie had een administratief centrum, ziekenhuis, school, klooster, kerk, kleutertuin, bakkerij, werkplaats, winkel, vrachtwagens en machines om wegen aan te leggen en naar water te boren. Eind jaren 1960 leefden er een driehonderdtal Aborigines. De missie was zo goed als zelfvoorzienend met uitgebreide moestuinen, meer dan duizend runderen en een grote verscheidenheid aan ander (klein)vee.
In 1959 kregen de Aborigines recht op het ontvangen van uitkeringen. In 1967 kreeg de federale overheid de bevoegdheid over Aborigineszaken. Vanaf 1968 werden budgetten vrijgemaakt om bedrijven in handen van of beheerd door Aborigines te subsidiëren. Zo werd in Balgo het luchtvaartbedrijfje 'Kingfisher Aviation' opgericht maar het ging in 1999 failliet. In 1969 kreeg Balgo een grote lening van de 'Commonwealth Development Bank', op voorwaarde dat het in handen van de Aborigines overging. Begin jaren 1980 werd zelfbestuur een vereiste voor de ontvangst van federale financiële hulp in heel Australië. De missie in Balgo werd in 1983 aan een Aboriginesorganisatie overgedragen.

## 21e eeuw
Balgo maakt deel uit van het lokale bestuursgebied (LGA) Shire of Halls Creek waarvan Halls Creek de hoofdplaats is. Het ligt in de in 2001 erkende 'Tjurabalan native title-claim'.
In 2021 telde Balgo 430 inwoners tegenover 460 in 2006. Meer dan 90 % van de bevolking is van inheemse afkomst.
Balgo heeft een benzinestation, een supermarkt, een katholieke parochie, een katholieke school, een medisch centrum, een politiekantoor en een instelling voor volwassenenonderwijs.

## Etymologie
De naam Balgo is vermoedelijk afgeleid van het woord 'palkurr-palkurr', uit de taal van de Gugadja (of Kukatja) Aborigines. Het betekent Xerochloa imberbis ('rice grass'). De 'Luurnpa Catholic School' in Balgo heeft een Kukatjawoordenbook en audioboeken in de taal uitgebracht. De taal is de moedertaal van vele inwoners van Balgo.

## Toerisme
Meer 'Paruku' ('Lake Gregory') ligt nabij Balgo. Toestemming van de Aborigines is vereist om er naar toe te reizen en te kamperen.

## Transport
Balgo ligt 2.887 kilometer ten noordoosten van de West-Australische hoofdstad Perth, 910 kilometer ten oostzuidoosten van het kuststadje Broome en 258 kilometer ten zuiden van het aan de Great Northern Highway gelegen Halls Creek. Balgo is vanuit Halls Creek over de 'Tanami Road' bereikbaar. In 2020 kondigde de overheid aan de weg - die tussen Halls Creek en Alice Springs loopt - te zullen verharden.
Er ligt startbaan nabij Balgo: Balgo Hill Airport (ICAO: YBGO; IATA:BQW).

## Klimaat
Balgo kent een warm woestijnklimaat, BWh volgens de klimaatclassificatie van Köppen. De gemiddelde jaarlijkse temperatuur bedraagt 26,4 °C en de gemiddelde jaarlijks neerslag 314 mm.
Ardyaloon · Balgo · Beagle Bay · Broome · Camballin · Cockatoo Island · Derby · Fitzroy Crossing · Halls Creek · Kadjina · Kalumburu · Koolan Island · Kununurra · Looma · Oombulgurri · Warmun · Wyndham · Yungngora